# Rire en Seine
 (mars 2025).
 (novembre 2017).
Le festival Rire en Seine est un festival d’humour crée en 2010 par Mathilde Guyant (comédienne, metteuse en scène et productrice d'artistes). Ce festival, organisé par l'association La Compagnie des Zoaques, a lieu chaque année et dans une quinzaine de communes en Seine-Maritime. Il a pour but de défendre l'humour et de le programmer sous toutes ses formes  : café-théâtre, comédie de boulevard, one-man-show, humour musical ou encore spectacles jeune public. Arnaud Ducret est le parrain du festival depuis 2014.

## Le festival
Chaque année, le festival se déplace dans plusieurs communes de la métropole de Rouen, proposant chaque soir un spectacle différent. En parallèle sont organisés : une soirée tremplin humour et découverte, des soirées à thème autour d’un spectacle, des expositions, des interventions auprès de collèges et lycées et des interventions en service pédiatrique. Le festival réunit autour de 5000 spectateurs par édition et fédère autour de lui, de nombreuses communes, associations, partenaires privés, mécènes, institutions locales et compte également plusieurs techniciens et bénévoles. Initialement organisé en avril, il se déroule en octobre à partir de l’édition 2017. Rire en Seine est membre de la Fédération des Festivals d’Humour (FFH).

## Tremplin Humour & Découverte
Le festival propose également une soirée "Tremplin Humour et Découverte" pour permettre aux jeunes humoristes de se faire connaître. Plusieurs artistes repérés dans les festivals, dans les théâtres parisiens ou sur internet sont sélectionnés chaque année pour présenter un extrait de leur spectacle. À la fin de la soirée, trois prix sont remis. Le Prix du jury professionnel (composé de directeurs de salles, de festivals, producteurs et artistes), le Prix de la presse Haut-Normande (France 3, France-Bleu Normandie, La Chaîne Normande, Paris Normandie) et le Prix du public.

## Éditions passées

### 1reédition (2010)
Artistes reçus :
- François Rollin
- Les Sea girls
- Anaïs Tampère Lebreton
- Olivia Cote et Judith Siboni
- Carole et Lucile Barbier
- Charloose
- Draco
- Nathalie Boileau
- Dorothée Tavernier
- Anne Sophie Girard

Tremplin Humour & Découverte :
Président du Jury professionnel : François Rollin, Maître de cérémonie : Draco
Humoristes en compétition : Christine Berrou, Caroline Vigneaux, Dorothé Tavernier, Carine Frisque, Marie Leguennic, Christine Jarmiat, Laurence Ruatti, Thaz, Pauline Cartoon, Fany Mermet, Orely Sardet.
- Prix du Jury : Caroline Vigneaux
- Prix du Public : Christine Berrou

### 2eédition (2011)
Artistes reçus :
- Les Sea girls
- Acid Kostik
- Sophia Aram
- Camille Bardery
- Pierre Benoit
- Ben
- Arnaud Tsamére
- Christine Berrou
- Yann Berthelot
- Marie Blanche et Alain Chapuis
- David Bottet
- Laura Fromentin
- Cécile Giroud et Yann Stotz
- Florence Andrieu
- Philippe Lelievre
- François Rollin
- Richard Medkour
- François Néel
- Farid Omri
- Dominique Plancade
- Philippe Sohier
- Delphine Zana

Tremplin Humour & Découverte :
Président du Jury professionnel : Philippe Lelièvre, Maîtresse de cérémonie : Christine Berrou
Humoristes en compétition : Dorothé Tavernier, Orely Sardet, Anny-claude Navarro, Anne Sophie Girard, Marie Baousson, Tania Dutel, Emilie Deletrez.
- Prix du Jury : Orely Sardet
- Prix du Public : Orely Sardet

### 3eédition (2012)
Artistes reçus :
- Alex Lutz
- Nadia Roz
- François Rollin
- Elise Beaucousin
- Christine Berrou
- Yann Berthelot
- Marie Blanche et Alain Chapuis
- Ali Bougheraba
- Aurélie Decker
- Dominique Deviers
- Emmanuel Dufay
- Philippe et Marlène Noel
- Emmanuel Gayet
- Cécile Giroud
- Ismaël
- Coralie Lascou
- Florence Andrieu
- Hélène Mouchel
- François Néel
- Flannan Obé
- Émilie Pfeffer
- Orely Sardet
- Spiralum Compagnie
- Anne Tappon
- Floriane Barret
- Camo
- Béatrice Facquet
- Amandine Gay
- Mata Gabin
- Olivia Moore
- Julie Villers

Tremplin Humour & Découverte :
Président du Jury professionnel : Gérard Sibelle, Maîtresse de cérémonie : Nadia Roz
Humoristes en compétition : Floriane Barret, Camo, Béatrice Facquet, Amandine Gay, Mata Gabin, Olivia Moore, Julie Villers.
- Prix du Jury : Julie Villers
- Prix du Public : Julie Villers

### 4eédition (2013)
Artistes reçus :
- Eric Bouvron
- Arnaud Ducret
- Baptiste Lecaplain
- Sir John
- Les Swinging Poules
- Arnaud Tsamère
- Gilles Bugeaud
- Anne Cangelosi
- Cédric Chapuis
- Xavier Chavari
- Émilie Chertier
- Delphine Chicoineau
- Catherine Delourtet
- Jean-Paul Delvor
- Emmanuel Dufay
- Bruno Durand
- Carole Guisnel
- Nicolas Hirgair
- Les Acid Kostik
- Vanessa Kayo
- Léa Lando
- Elodie Montarnal
- Amélie Alfagard
- Florence Andrieu
- Flannan Obé
- Vincent Roca
- Perrine Rouland
- Julie Victor

Tremplin Humour & Découverte :
Présidente du Jury professionnel : Julie Ferrier, Maîtresse de cérémonie : Léa Lando
Humoristes en compétition : Isabelle Hauben, Carole Guisnel, Vanessa Kayo, Élodie Montarnal, Tatiana Rojo, Perrine Rouland, Inès Reg.
- Prix du Jury : Perrine Rouland
- Prix du Public : Carole Guisnel
- Prix Coup de cœur : Vanessa Kayo

### 5eédition (2014)
Artistes reçus :
- Vincent Dedienne
- Nicole Ferroni
- Albert Meslay
- Manuel Pratt
- Florence Andrieu
- Marie Blanche et Alain Chapuis
- Ali Bougheraba
- Anne Cangelosi
- Yoann Chabaud
- Cédric Chapuis
- Philippe Elno
- Les Frères Brothers
- Delphine Grand
- Carole Guisnel
- Luq Hamet
- Sophie Imbeaux
- Florian Jutant
- Dominique de Lacoste
- Nicole Avezard
- Laetitia Llop
- Coralie Lascoux
- Marion Lepomme
- Laura Laune
- Les Mangeurs de lapin
- Émilie Marié
- Mira Simova
- Elodie Poux
- Gilles Ramade
- Nadia Roz
- Sir Jonn
- Léonor Stirman
- Julie Vanhonnacker
- Opéretta

Tremplin Humour & Découverte :
Président du Jury professionnel : Thierry Beccaro, Maître de cérémonie : Djoé
Humoristes en compétition : Léonor Stirman, Laura Laune, Manon Lepomme, Émilie Marié, Laëtitia Llop, Élodie Poux.
- Prix du Jury : Élodie Poux
- Prix France Bleu : Élodie Poux
- Prix du Public : Laura Laune

### 6eédition (2015)
Artistes reçus :
- Anne Roumanoff
- Frédérick Sigrist
- Arnaud Maillard
- Shirley Souagnon
- Pierre Aucaigne
- Thierry Beccaro
- Sophie
- Nicolas Devort
- Arnaud Ducret
- Laura Fromentin
- Blandine Lehout
- Dominique de Lacoste
- Eleni Laiou
- Manuel Pratt
- Léa Lando
- Jean Manifacier
- Yohann Metay
- Alexandre Pesle
- la compagnie Acid Kostik
- Léonore Chaix
- Flore Lurienne
- Dominique Plancade
- Vincent Roca
- Amélie Sainlez
- Laurent Savard
- Elise Caille
- Les Divalalas
- Didier Super
- Bénédicte Vidal

Tremplin Humour & Découverte :
Président du Jury professionnel : Philippe Vaillant, Maîtres de cérémonie : Yann Berthelot & Fransw Henry
Humoristes en compétition : Blandine Lehout, Laura Domenge, Mélissa Izquierdo, Séverine Moralès, Bénédicte Vidal, Sofia Syko, Anaïs Tampère Lebreton.
- Prix du Jury : Anaïs Tampère Lebreton
- Prix France Bleu : Laura Domenge
- Prix du Public : Séverin Moralès

### 7eédition (2016)
Artistes reçus :
- Bruno Salomone
- Topick
- Antonia de Rendinger
- Monsieur Fraize
- Philippe Elno
- Florence Andrieu
- Vincent Roca
- Wally
- Les Franglaises
- Folles noces
- Elodie Poux
- Mémé Casse Bonbon
- Chloé Martin
- Manuel Pratt
- Antoine Demor
- Frederick Sigrist
- Guillaume Meurice
- Audrey Vernon
- Bernard Azimuth

Tremplin Humour & Découverte :
Président du Jury professionnel : Catherine Bretel, Maîtresse de cérémonie : Antonia de Rendinger
Humoristes en compétition : Callous, Lara Neumann, Yann Marian, Enzo Burgio, Lisa Chevallier, Ombeline de Tarragon.
- Prix du Jury : Lara Neuman
- Prix France Bleu : Laura Neuman
- Prix du Public : Callous

### 8eédition (2017)
Artistes reçus :
- Didier Bénureau
- Thomas Angelvy
- Topick
- Sir John
- Yann Guillarme
- Frédérick Sigrist
- Stan
- Alain Guyard
- Manuel Pratt
- Loic Bartolini
- Jeanne Chartier
- Jérôme Colloud
- Albert Meslay
- Philippe Elno
- Florence Andrieu
- Emmanuel Gayet
- Elise Beaucousin
- Daniel Deprez
- Emmanuel Dufay
- Julien Schmidt
- Camille Favre-Bulle
- Ali Bougheraba
- Benjamin Falletto
- Cristos Mitropoulos
- Olivier Sélac
- Callous
- Gilles Adam
- Cyril Iasci
- François Guédon

Tremplin Humour & Découverte :
Président du Jury professionnel : Didier Bénureau, Maîtresse de cérémonie : Antonia de Rendinger
Humoristes en compétition : Bruno Bayeux, Alice Lestienne, Ezan, Clémence de Villeneuve, Didou, Daniel Resende d'Oliviera.
- Prix du Jury : Daniel Resende d'Oliviera
- Prix de la Presse : Daniel Resende d'Oliviera
- Prix du Public : Daniel Resende d'Oliviera